# Omanische Streitkräfte
Die The Sultan of Oman’s Armed Forces (arabisch القوات المسلحة لسلطان عمان, DMG al-Quwāt ul-Musallaḥatu lis-Sulṭān ‘Umān; deutsch etwa Streitkräfte des Sultans von Oman) ist die Armee des Sultanats Oman. Oberbefehlshaber ist Sultan Haitham bin Tariq bin Taymur. In Oman besteht keine Wehrpflicht. Im Dezember jeden Jahres wird der Streitkräftetag (engl. Armed Forces Day) gefeiert, der an den endgültigen Sieg des Sultans im Jahre 1975 über die Aufständischen im Süden erinnern soll. Das Verteidigungsministerium und der Generalstab haben seit 1978 ihren Sitz in Muaskar al-Murtafa'a in der Nähe des Flughafens Seeb. Die omanischen Streitkräfte bestehen aus folgenden drei Teilstreitkräften: Die Königlich-Omanische Armee, die Königlich-Omanische Luftwaffe und die Königlich-Omanische Marine.

## Landstreitkräfte

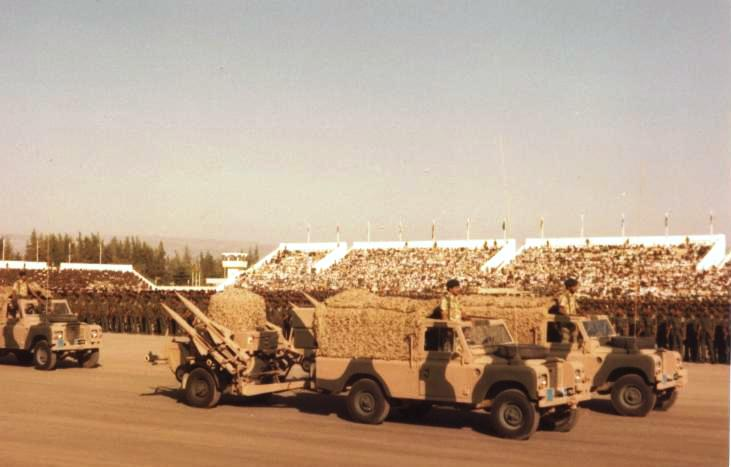
Omanische Luftabwehrtruppen während einer Parade, 1981

Das Königlich Omanische Heer (engl.: The Royal Army of Oman, abgekürzt RAO) besteht aus 25.000 Soldaten und wird vom Generalmajor Matar Bin Salim Bin Rashid Al Balushi geführt. Die Landstreitkräfte gliedern sich in eine Panzerbrigade, zwei Infanteriebrigaden (acht Infanterieregimenter, drei Artillerieregimenter, zwei Pionierregimenter und eine Kampfunterstützungseinheit), eine selbstständige Infanteriekompanie, eine Luftlandeeinheit, ein Transportregiment und ein Flugabwehrregiment. 1975 wurden die ursprünglich irregulären Firqat-Truppen in die Streitkräfte integriert. Am Sultan Qaboos Military College werden die Heeresoffiziere ausgebildet.

### Artillerie
Die Sultan of Oman’s Artillery (SOA) besteht aus vier Artillerieregimentern: drei Feldregimentern, die mit Geschützen unterschiedlicher Kaliber (105 mm, 130 mm und 155 mm) ausgestattet sind und einem Flugabwehrregiment.
Die SOA hat ihren Hauptsitz in Izki, an dem sich das Hauptquartier und die Artillerieschule befinden. Daneben sind dort auch zwei Artilleriefeldregimenter stationiert. Ein weiterer Stützpunkt mit einem Artilleriefeldregiment befindet sich in Salala. Seit 2011 ist die omanische Feld-Artillerie mit einem Artillerie-Feuerleitsystem ausgerüstet, welches alle Feldgeschütztypen der SOA unterstützt. Die Schulung erfolgt in zwei Ausbildungszentren in Izki oder Salala. In diesen Ausbildungszentren werden alle Funktionen vom Geschützteam bis auf Brigadeebene geschult. Ein Hauptaugenmerk wird auf die Ausbildung der Artilleriebeobachter gelegt, die an einem Simulator alle Szenarien durchspielen können.

### Ausrüstung
(Daten aus:)

#### Fahrzeuge
| Typ                   | Herkunft               | Funktion                                                                   | Version                         | Anzahl       |
| --------------------- | ---------------------- | -------------------------------------------------------------------------- | ------------------------------- | ------------ |
| Challenger 2          | Vereinigtes Königreich | Kampfpanzer Bergepanzer                                                    |                                 | 38 4         |
| M60                   | Vereinigte Staaten     | Kampfpanzer                                                                | A1 A3                           | 6 73         |
| Scorpion              | Vereinigtes Königreich | Spähpanzer                                                                 | FV101 FV103 FV105               | 37 6 13      |
| Véhicule Blindé Léger | Frankreich             | Spähpanzer                                                                 |                                 | 124          |
| Pars                  | Türkei                 | Spähpanzer Schützenpanzer Mannschaftstransporter Pionierpanzer Bergepanzer | III 6×6 III 8×8 III AEV III ARV | 12 72 62 6 8 |
| Stormer               | Vereinigtes Königreich | Mannschaftstransporter                                                     |                                 | 10           |
| Mowag Piranha         | Schweiz                | Mannschaftstransporter Bergepanzer                                         |                                 | 175 2        |
| Saxon                 | Vereinigtes Königreich | Mannschaftstransporter                                                     |                                 | 15           |
| Bergepanzer 1         | Vereinigte Staaten     | Bergepanzer                                                                | A1                              | 2            |
| Samson                | Vereinigtes Königreich | Bergepanzer                                                                |                                 | 3            |

#### Artillerie
| Typ            | Herkunft                                   | Kaliber | Funktion         | Anzahl |
| -------------- | ------------------------------------------ | ------- | ---------------- | ------ |
| Denel G-6      | Südafrika                                  | 155 mm  | Panzerartillerie | 24     |
| Pars III       | Türkei                                     | 120 mm  | Panzermörser     | 12     |
| L118 Light Gun | Vereinigtes Königreich                     | 105 mm  | Haubitze         | 42     |
| D-30           | Sowjetunion                                | 122 mm  | Haubitze         | 30     |
| FH-70          | Deutschland Italien Vereinigtes Königreich | 155 mm  | Haubitze         | 12     |
| M-46 Typ 59    | Sowjetunion Volksrepublik China            | 130 mm  | Kanone           | 12     |
|                |                                            | 81 mm   | Mörser           | 69     |
| M30            | Vereinigte Staaten                         | 107 mm  | Mörser           | 20     |
| Thomson-Brandt | Frankreich                                 | 120 mm  | Mörser           | 12     |

#### Panzer- und Flugabwehrwaffen
| Typ                       | Herkunft               | Kaliber | Funktion              | Anzahl |
| ------------------------- | ---------------------- | ------- | --------------------- | ------ |
| Véhicule Blindé Léger TOW | Frankreich             |         | Panzerabwehrfahrzeug  | 8      |
| FGM-148                   | Vereinigte Staaten     |         | Panzerabwehrlenkwaffe |        |
| MILAN                     | Deutschland Frankreich |         | Panzerabwehrlenkwaffe |        |
| BGM-71 TOW                | Vereinigte Staaten     |         | Panzerabwehrlenkwaffe |        |
| Mistral 2                 | Frankreich             |         | Flugabwehrrakete      | 8      |
| Javelin                   | Vereinigtes Königreich |         | Flugabwehrrakete      |        |
| 9K32 Strela-2             | Sowjetunion            |         | Flugabwehrrakete      |        |
| SU-23                     | Sowjetunion            | 23 mm   | Flugabwehrkanone      | 4      |
| L/60                      | Schweden               | 40 mm   | Flugabwehrkanone      | 12     |
| Skyguard                  | Schweiz                | 35 mm   | Flugabwehrsystem      | 10     |

## Seestreitkräfte

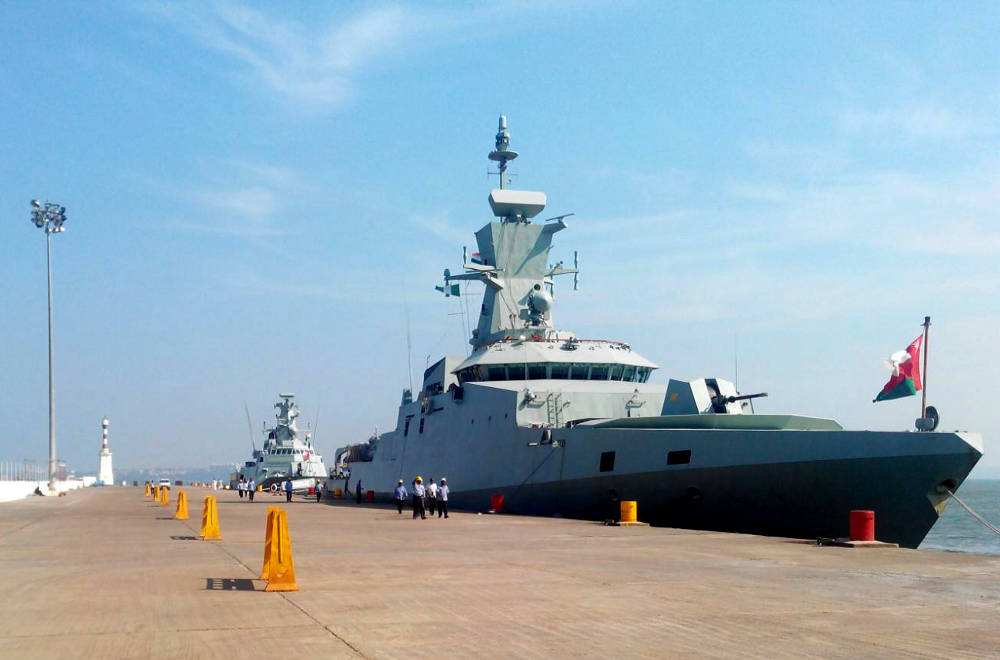
Im Vordergrund die Korvette Al Shamikh und im Hintergrund das Patrouillenboot Al Seeb

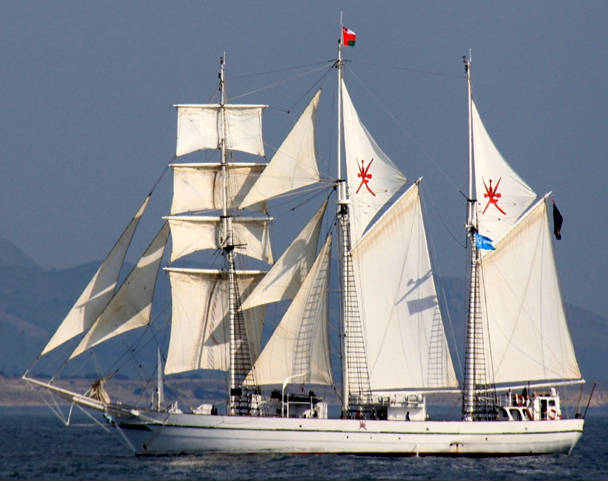
Segelschulschiff Shabab Oman

Die Königlich Omanische Marine (engl.: The Royal Navy of Oman, abgekürzt RNO) umfasst eine Personalstärke von 4200 Mann und operiert von der Said-bin-Sultan-Marinebasis in Widam A´Sahil am Golf von Oman. Wichtigste Aufgabe ist die Überwachung der Straße von Hormus, welche durch den dort hindurchlaufenden Ölverkehr wichtige Bedeutung hat, und die Sicherung der eigenen Küstengewässer. Die Marine wird vom Konteradmiral Saif bin Nasser Al Rahbi geleitet.
2014 wurde ein neues Segelschulschiff, die Shabab Oman II, in Dienst gestellt.
Das ehemalige Landungsboot Al Munassir wurde 2003 als künstliches Riff südwestlich von Muskat versenkt. Das dieser Teilstreitkraft zugeordnete National Hydrographic Office (NHO) veröffentlicht Seekarten von omanischen Gewässern. Folgende Schiffe stehen gerade im aktiven Dienst der Marine von Oman:
| Klasse   | Herkunft               | Funktion        | Anzahl | Schiffe                         | Schiffe         |
| Klasse   | Herkunft               | Funktion        | Anzahl | Name                            | Kennung         |
| -------- | ---------------------- | --------------- | ------ | ------------------------------- | --------------- |
| Khareef  | Vereinigtes Königreich | Korvette        | 3      | Al Shamikh Al Rahmani Al Rasikh | Q40 Q41 Q42     |
| Qahir    | Vereinigtes Königreich | Korvette        | 2      | Qahir Al Amwaj Al Muazzar       | Q31 Q32         |
| Province | Vereinigtes Königreich | Schnellboot     | 1      |                                 |                 |
| Al Ofouq | Singapur               | Patrouillenboot | 4      | Al Seeb Al Shinas Sadh Hassab   | Z20 Z21 Z22 Z23 |
| P400     | Frankreich             | Patrouillenboot | 3      | Al Bushra Al Mansur Al Najah    | Z1 Z2 Z3        |
|          | Vereinigtes Königreich | Landungsschiff  | 1      | Nasr Al Bahr                    | A2              |

Des Weiteren verfügen die Seestreitkräfte über fünf weitere Landungsschiffe, sechs Hilfsschiffe und zwei Schulschiffe.

## Königlich-Omanische Garde
Die Königlich-Omanische Garde (engl. The Royal Guard of Oman, Abkürzung RGO)  bewacht den Sultan Omans. Es ist eine Spezialeinheit, die für Kampfeinsätze und repräsentative Einsätze eingesetzt wird. 1981 wurde es vom Regiment zur Brigade verstärkt und besteht seitdem aus vier Linien-Regimentern und einem Unterstützungsregiment. Außerdem verfügt es über eine Reiterabteilung, eine Motorrad-Abteilung, eine Fallschirm-Schau-Abteilung und mehrere Militär-Musikkapellen (in einer der berittenen Kapellen dienen nur Frauen). Außerdem verfügt es über das Royal Guard College.

## Weitere Einrichtungen
Das Al-Khoudh gilt als eines der besten Militärhospitäler der Region. Außerdem existiert ein Militärmuseum im ehemaligen Streitkräfte-Hauptquartier in Bait al-Falaj.